# Terry Pheto
Terry Pheto est une actrice sud-africaine, née le 11 mai 1981 à Evaton dans la province de Gauteng.

## Biographie
Née à Evaton dans le Gauteng, Moitheri Pheto grandit à Soweto jusqu'à ses vingt-et-un ans. Elle est repérée par un agent de casting pour le film Mon nom est Tsotsi (Tsotsi) de Gavin Hood (2005).
Après ses débuts remarqués dans Tsotsi,, Terry Pheto apparaît dans d'autres films tels que Catch a Fire (2006), Goodbye Bafana (2007) et How to Steal 2 Million(2011/2012). Elle joue également dans des séries télévisées comme Justice for All (Lerato), Zone 14 (Pinky Khumba), Jacob's Cross (Mbali), et Hopeville (Fikile) de la chaîne de télévision sud-africaine SABC.
En 2011, après avoir quitté l'Afrique du Sud pour tenter sa chance à Hollywood, elle décroche le rôle récurrent d'une chirurgienne cardiaque, le Dr Malaika Maponya, dans le feuilleton américain The Bold and the Beautiful. Elle fait l'objet d'un épisode de la série documentaire The Close Up, diffusée sur e.tv et eNews Channel en 2012. La même année, elle est le sujet du premier épisode de la deuxième saison de la série de téléréalité Play Your Part, diffusée le 9 juillet 2012 sur la chaîne SABC1. En 2010, elle est juge invitée dans l'épisode « Film Noir » de la série de téléréalité Class Act, diffusée sur la chaîne SABC1.
Elle joue également dans des productions théâtrales The Toilet (mise en scène de Bongani Linda) et The Devil's Protest (mise en scène de Thulani Didi). En juillet 2008, elle pose dans plusieurs publicités et campagnes pour L'Oréal. Elle figure également dans de plusieurs magazines.
En mars 2023, la South African Special Investigating Unit and Asset Forfeiture Unit empêche la mise aux enchères de sa maison de Bryanston, dans la banlieue de Johannesbourg, dans le cadre d'une enquête sur l'utilisation corrompue des fonds de la loterie nationale. L'enquête révéle que les fonds destinés à des campagnes et projets culturels ont été utilisés pour acheter des terrains et construire des maisons. Pheto a versé 3 millions d'euros sur un compte fiduciaire ouvert par l'entreprise de construction. La propriété lui a ensuite été cédée, la société de construction conservant les intérêts accumulés sans qu'une hypothèque ne soit payée, selon l'Unité spéciale d'enquête sud-africaine. Les avocats de Pheto ne font pas appel de l'ordonnance de préservation visant à interrompre la vente aux enchères et coopèrent avec l'enquête.

## Filmographie

### Cinéma

#### Longs métrages
- 2005 : Mon nom est Tsotsi (Tsotsi) de Gavin Hood : Miriam
- 2006 : Au nom de la liberté (Catch a Fire) de Phillip Noyce : Miriam
- 2007 : Goodbye Bafana de Bille August : Zindzi Mandela
- 2008 : Mafrika de Paul Ruven : Malinda (vidéo)
- 2010 : Hopeville de John Trengove : Fikile
- 2011 : Comment voler 2 millions (How to Steal 2 Million) de Charlie Vundla : Olive
- 2013 : Mandela : Un long chemin vers la liberté (Mandela: Long Walk to Freedom) de Justin Chadwick : Evelyn Mandela

#### Court métrage
- 2006 : Sekalli le Meokgo de Teboho Mahlatsi : Meokgo

### Télévision

#### Séries télévisées
- 2005 : Zone 14 : Pinky Khumba
- 2009 : Hopeville : Fikile
- 2011-2013 : Amour, Gloire et Beauté (The Bold and the Beautiful) : Dr Malaika Maponya (8 épisodes)

## Distinction

### Récompense
- 2012 : Africa Movie Academy Award de la meilleure actrice du second rôle[6] (How 2 Steal 2 Million)